# Шење
Шење (фр. Chaignay) насеље је и општина у источном делу централне Француске у региону Бургоња, у департману Златна обала која припада префектури Дижон.
По подацима из 2011. године у општини је живело 537 становника, а густина насељености је износила 21,44 становника/km². Општина се простире на површини од 25,05 km². Налази се на средњој надморској висини од 365 метара (максималној 536 m, а минималној 282 m).

## Демографија
| 1962. | 1968. | 1975. | 1982. | 1990. | 1999. | 2011. |
| ----- | ----- | ----- | ----- | ----- | ----- | ----- |
| 290   | 310   | 311   | 336   | 369   | 430   | 537   |

График промене броја становника у току последњих година